# Ліпінки (Малопольське воєводство)
Ліпінкі (пол. Lipinki) — село в Польщі, у гміні Ліпінки Горлицького повіту Малопольського воєводства.
Населення — 2123 особи (2011).
У 1975-1998 роках село належало до Кросненського воєводства.

## Демографія
Демографічна структура станом на 31 березня 2011 року:
|          | Загалом | Допрацездатний вік | Працездатний вік | Постпрацездатний вік |
| -------- | ------- | ------------------ | ---------------- | -------------------- |
| Чоловіки | 1028    | 229                | 680              | 119                  |
| Жінки    | 1095    | 225                | 617              | 253                  |
| Разом    | 2123    | 454                | 1297             | 372                  |